# Nathalia Milstein
Pour les articles homonymes, voir Milstein.
Nathalia Milstein, née en 1995 à Lyon, est une pianiste française.

## Biographie
Issue d'une famille de musiciens russes, Nathalia Milstein est initiée au piano par son père Serguei Milstein dès l'âge de 4 ans. Son grand-père Iakov Milstein était musicologue et professeur de piano au Conservatoire Tchaïkovski de Moscou.
Elle intègre le Conservatoire de musique de Genève en 2009. Elle est lauréate du Concours Flame en 2008, 2009 et 2010. 
En 2013, dans la classe du pianiste argentin Nelson Goerner, elle obtient le diplôme de bachelor de la Haute École de musique de Genève. En 2015, elle poursuit son enseignement supérieur professionnel de la musique à la Haute École de musique de Genève avec un master de soliste. Au cours de sa formation, elle assiste aux masterclass de pianistes et pédagogues classiques renommés comme Elena Ashkenazy, Jean-Marc Luisada, Krzysztof Jabłoński (pl) et Menahem Pressler.
Elle forme depuis 2005 un duo avec sa sœur, la violoniste Maria Milstein.

## Carrière / Vie professionnelle
En mai 2015, Nathalia Milstein est la première femme à remporter le 1er prix au Concours international de piano à Dublin. 
À la suite de cette reconnaissance, la pianiste est invitée à se produire tout au long de la saison 2015-2016 en Europe et en Amérique du Nord, dans des salles telles le Wigmore Hall à Londres ou le Zankel Hall à New York,.
En octobre 2015, elle participe à l'émission radio « Génération Jeunes interprètes » présentée par Gaëlle Le Gallic sur France Musique.
Le 29 avril 2016, avec l'Orchestre philharmonique de Radio France sous la direction de Marcelo Lehninger (en), elle donne son premier concert à l’Auditorium de la Maison de la radio. Elle est récompensée la même année du Prix jeune soliste des médias francophones publics 2017,.

## Prix et distinctions
- Lauréate du Concours Flame (2008, 2009, 2010)
- 1er prix aux Concours du Conservatoire de musique de Genève (2010, 2011 et 2012)
- 1er prix de sa catégorie au 3e Concours international de concerti à Manchester (2011)
- 2e prix au Grand Concours international de piano à Corbelin (juillet 2013)
- 1er prix au Concours international de piano à Gaillard (juin 2014)
- 1er prix au 10e Concours international de piano à Dublin (mai 2015)
- Prix jeune soliste des médias francophones publics (2017)

## Discographie
- 2017 : Saint-Saëns, Debussy, Hahn et Pierné :  La sonate de Vinteuil, avec Maria Milstein, Mirare
- 2018 : Prokofiev / Ravel, Mirare
- 2019 : Ravel Voyageur, avec Maria Milstein, Mirare
- 2020 : Russian Cello Sonatas, avec Hee-Young Lim (en), Sempre La Musica
- 2021 : Visions fugitives, Mirare